# Сеньория де Вальдекорнеха

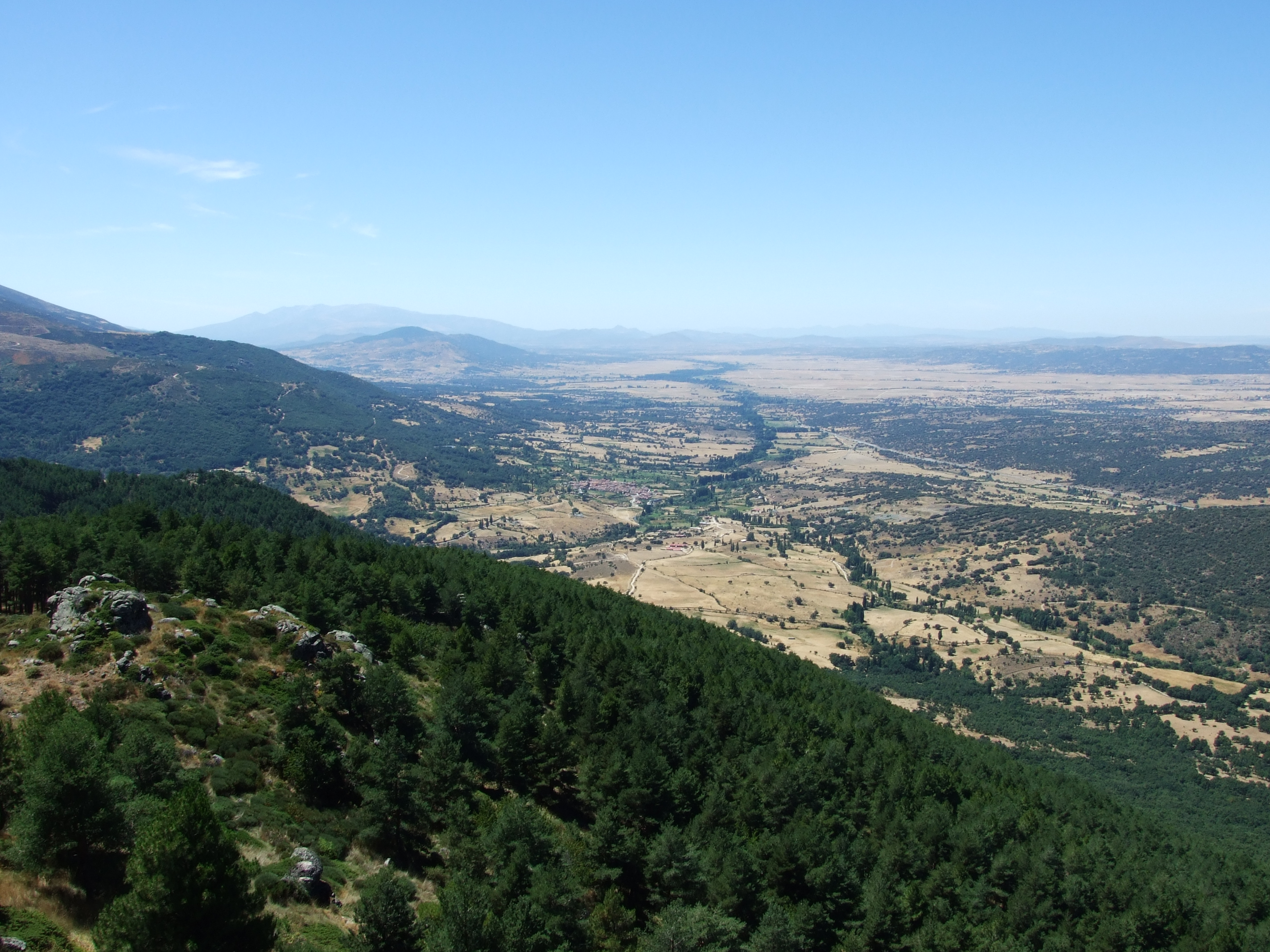
Общий вид долины Корнеха из города Вильяфранка-де-ла-Сьерра.

Сеньория де Вальдекорнеха (исп. Señorío de Valdecorneja) — феодальное поместье (манор), созданное в долине Корнеха и окрестностях, в самой западной части нынешней провинции Авила, королем Леона Альфонсо VI для своей дочери Урраки Леонской и её супруга, графу Раймундуа Бургундского, приказав им заселить и укрепить эту территорию.

## История
Позднее на территории поместья возник замок Вальдекорнеха, сегодня известный как замок Кастильо де Эль-Барко де-Авила, который был расположен рядом с виллой Эль-Барко-де-Авила, на холме рядом с рекой Тормес.
Великий магистр Ордена Сантьяго Гарсия Альварес де Толедо (? — 1370) в 1366 году получил от короля Кастилии Энрике II Трастамары сеньорию де Вальдекорнеха. Ему наследовал его сын, Фернандо Альварес де Толедо (ок. 1360—1398), 2-й сеньор де Вальдекорнеха и 2-й сеньор де Оропеса.
В конце XV века из состава сеньории де Вальдекорнеха было выделена Ла-Оркахада, ставшая отдельной сеньорией. Первым сеньором де Ла-Оркахадой стал Гарсия Альварес де Толедо и Энрикес, сын Гарсии Альвареса де Толедо, 1-го герцога Альба, и младший брат Фадрике Альвареса де Толедо, 2-го герцога де Альба.

## Сеньоры
- Гарсия Альварес де Толедо (? — 1370), 1-й сеньор де Вальдекорнеха (1366—1370), сын Гарсии Альвареса де Толедо, главного алькальда города Толедо, и Менсии Теллез де Менесес и Гомес
- Фернандо Альварес де Толедо и Лоайса (ок. 1360 — 23 сентября 1398), 2-й сеньор де Вальдекорнеха (1370—1398), сын предыдущего и Марии де Лоайсы, дочери Хуана Гарсии Лоайса, сеньора де Петрет
- Гарсия Альварес де Толедо и Айяла (? — 1430), 3-й сеньор де Вальдекорнеха (1398—1430), старший сын предыдущего и Эльвиры де Айяла и Гусман.
- Фернандо Альварес де Толедо и Сармьенто (1390—1460), 4-й сеньор де Вальдекорнеха (1430—1460), 1-й граф де Альба (с 1439 года), сын предыдущего и Констанцы Сармьенто.
- Гарсия Альварес де Толедо и Каррильо де Толедо (1424—1488), 5-й сеньор де Вальдекорнеха (1460—1488), 2-й граф де Альба, 1-й герцог де Альба (с 1472 года). Старший сын Фернандо Альвареса де Толедо и Сармьенто (1390—1460), 1-го графа де Альба-де-Тормес, и Менсии Каррильо де Толедо и Паломеке, сеньоре де Берсимуэль
- Фадрике Альварес де Толедо и Энрикес (ок. 1460—1531), 6-й сеньор де Вальдекорнеха, 2-й герцог де Альба (1488—1531). Старший сын Гарсии Альвареса де Толедо (ок. 1424—1488), 1-го герцога Альбы (1472—1488), и Марии Энрикес де Киньонес и Коссинес.[1]

Все последующие сеньоры де Вальдекорнеха носили титул герцогов де Альба-де-Тормес.

## Манор

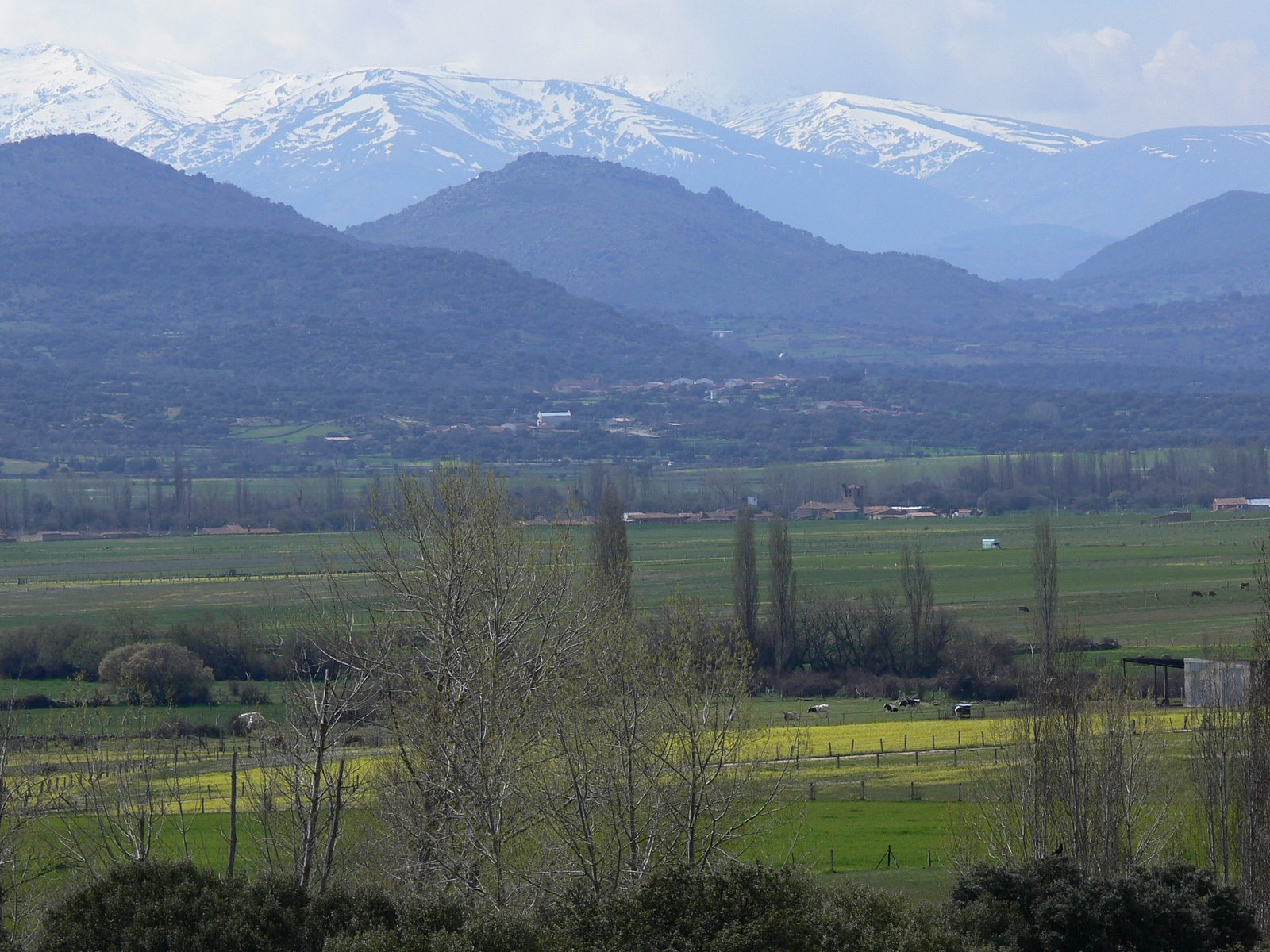
Юго-западная часть долины Корнеха видна из Мальпартида-де-Корнеха

В состав сеньории Вальдекорнеха входили Эль-Барко-де-Авила, Эль-Мирон, Ла-Оркахада и Боойо.
Сеньория де Вальдекорнеха делилась на равнинную и горную части. На равнине находились населенные пункты Наваэскурияль, Ойорредондо, Авельянеда, Ла-Альдеуэла, Сантияго-дель-Кольядо, Сан-Мигель-де-Корнеха и Пьедраита. В горах — Гарганта-дель-Вильяр, Сан-Мартин-дель-Пимпольяр, Сан-Мартин-де-ла-Вега-дель-Альберче, Ойос-дель-Кольядо, Ойос-дель-Эспино, Навасепеда-де-Тормес, Сапардьель-де-ла-Рибера, Сантияго-дель-Тормес, Наварредонда-де-Гредос, Навадихос, Ла-Хергуйуэла, Навасекилья и Сан-Бартоломе-де-Тормес.

## Примечание
1. ↑  Miguel Salvá Munar: Árbol ge году nealógico de los señores de Valdecorneja Архивная копия от 5 декабря 2014 на Wayback Machine, incluido en CODOIN, vol. XVI, p. 285.